# 马哈拉施特拉邦
马哈拉施特拉邦（發音：[məhaːɾaːʂʈɾə] ⓘ；拉丁字母转写：mahārāṣṭra），古稱摩訶剌侘國，「馬哈拉施特拉」在印地語的意思是「偉大的民族」。该邦位於印度中部，西鄰阿拉伯海，與印度卡納塔克邦、泰倫加納邦、果阿邦、古吉拉特邦、恰蒂斯加爾邦、中央邦以及達德拉-納加爾哈維利中央直轄區接壤。
马哈拉施特拉邦是印度人口第二多的邦，也是世界上人口第二多的一級行政區。該邦首府為孟買，是印度的主要經濟和文化中心之一，而浦那亦為該邦之主要城市之一。
1960年，雙語的孟買州（存在於1956年後）被拆分爲以馬拉地語為多數語言的馬哈拉施特拉邦和古吉拉特語的古吉拉特邦，馬哈拉施特拉邦就此成立。
那格浦爾主持州議會冬季會議。浦那因擁有數個著名的教育機構而被稱為“東方的牛津”。納西克擁有該國最多的釀酒廠和葡萄園，被稱為“印度的葡萄酒之都”。
馬哈拉施特拉邦是吸引外國投資最多的印度地區，而且其出口總額達到全國的32%。最著名的景點是屬於世界文化遺產的阿旖陀石窟與埃洛拉石窟。

## 歷史
馬哈拉施特拉邦在公元前4世紀和3世紀由孔雀王朝統治。約公元前230年，馬哈拉施特拉開始被百乘王朝統治了400年。
关于“马哈拉施特拉”这个名称的来源有几种不同的说法。多数观点认为古印度有些国王喜欢说自己的国家比其他国家大，所以总在国名前加上“马哈”（大）一词，以显示其强大。“马哈拉施特拉”就是根据统治这里的第一个王朝罗湿陀罗拘陀的名字而来的。该王朝灭亡后，人们便把该王朝统治的国家称为“马哈拉施特拉”。原来的“拉施特拉古特”一词，后来演变成“拉特”或“拉德”。
还有一种意见认为，马哈拉施特拉是由“马哈”和“拉施特拉”两个词组成的，“马哈”是指的馬哈爾人；“拉施特拉”是指“国家”，马哈拉施特拉的意思就是马哈尔人居住的地方。再有一种意见认为，古代有个叫拉特的民族曾居住在这个地区，后来雅利安人从北方来，并把吠陀文化和梵语带到这里，两个民族同化后，自称为马哈拉塔，即大拉塔族，后来这个族建的王国就被叫成马哈拉特或马哈拉施特拉。
梵文和普拉克利特语中所说的马哈拉施特拉、马哈拉斯特里格、马哈拉特、拉特、拉塔、拉蒂迦、拉斯蒂、拉斯特里格等等都是对这个地区当时的王国的称呼。
而在被中世纪穆斯林王朝征服多年后，该地崛起了印度教的馬拉塔帝國。

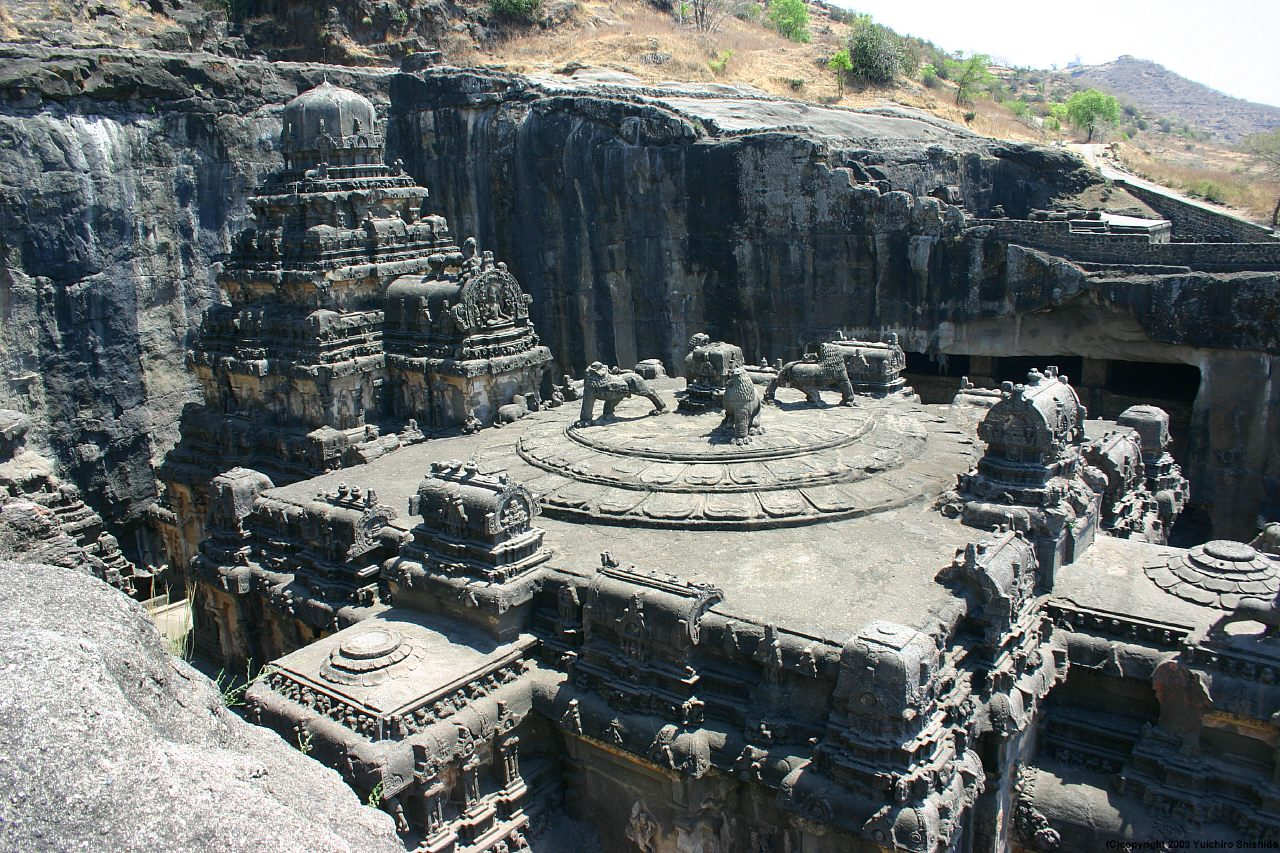
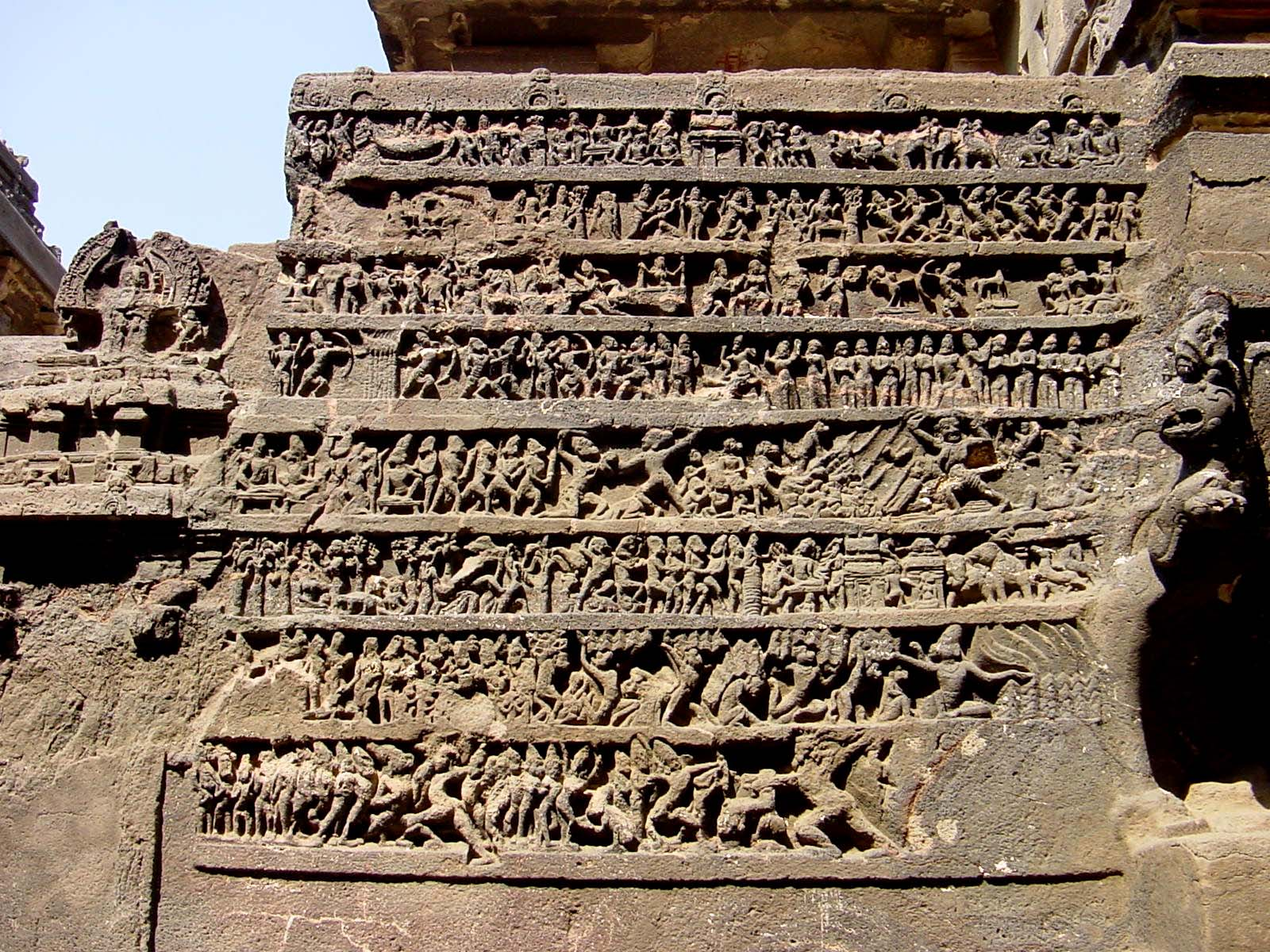

## 地理
马哈拉施特拉邦总面积为307,713 km2（118,809 sq mi），是印度土地面积第三大邦，占印度总地理面积的 9.36%。区位上，该邦位于北纬15°35'至北纬22°02'和东经72°36'至东经80°54'之间，从北到南延展约700 km，而从东到西则有约800 km的跨度。该邦位于印度中西部，沿阿拉伯海拥有长达840公里的海岸线，然而从北到南与海岸平行的西高止山脉将该邦广阔的内陆地区与沿海的康坎地区隔开，使得该邦的高原特征显著。北部的萨特普拉山脉形成了该邦的自然边界。该邦的主要河流有克里希纳河及其支流比哈河、戈达瓦里河及其主要支流曼贾拉河和瓦尔达河、塔普蒂河及其支流普纳河。
马哈拉施特拉邦主要分为五个地理区——西部沿海的康坎地区位于西高止山脉和阿拉伯海之间；北部的康德什位于普纳河塔普蒂山谷，纳西克、马勒冈、贾尔冈、杜勒和布萨瓦尔是该地区的主要城市；德什位于该邦的中心；马拉特瓦达（1956年前属海得拉巴邦）位于该邦的东南部，奥兰加巴德和南德是该地区的主要城市；维达巴位于该邦最东部，以前是中央邦和贝拉尔省的一部分。
马哈拉施特拉邦灌溉面积有限，土壤自然肥力低，大面积易发生旱灾。因此，与各种作物的全国平均水平相比，马哈拉施特拉邦的农业生产力普遍较低。根据年降雨量土壤类型、植被和种植模式，马哈拉施特拉邦被划分为九个农业气候区。

### 气候

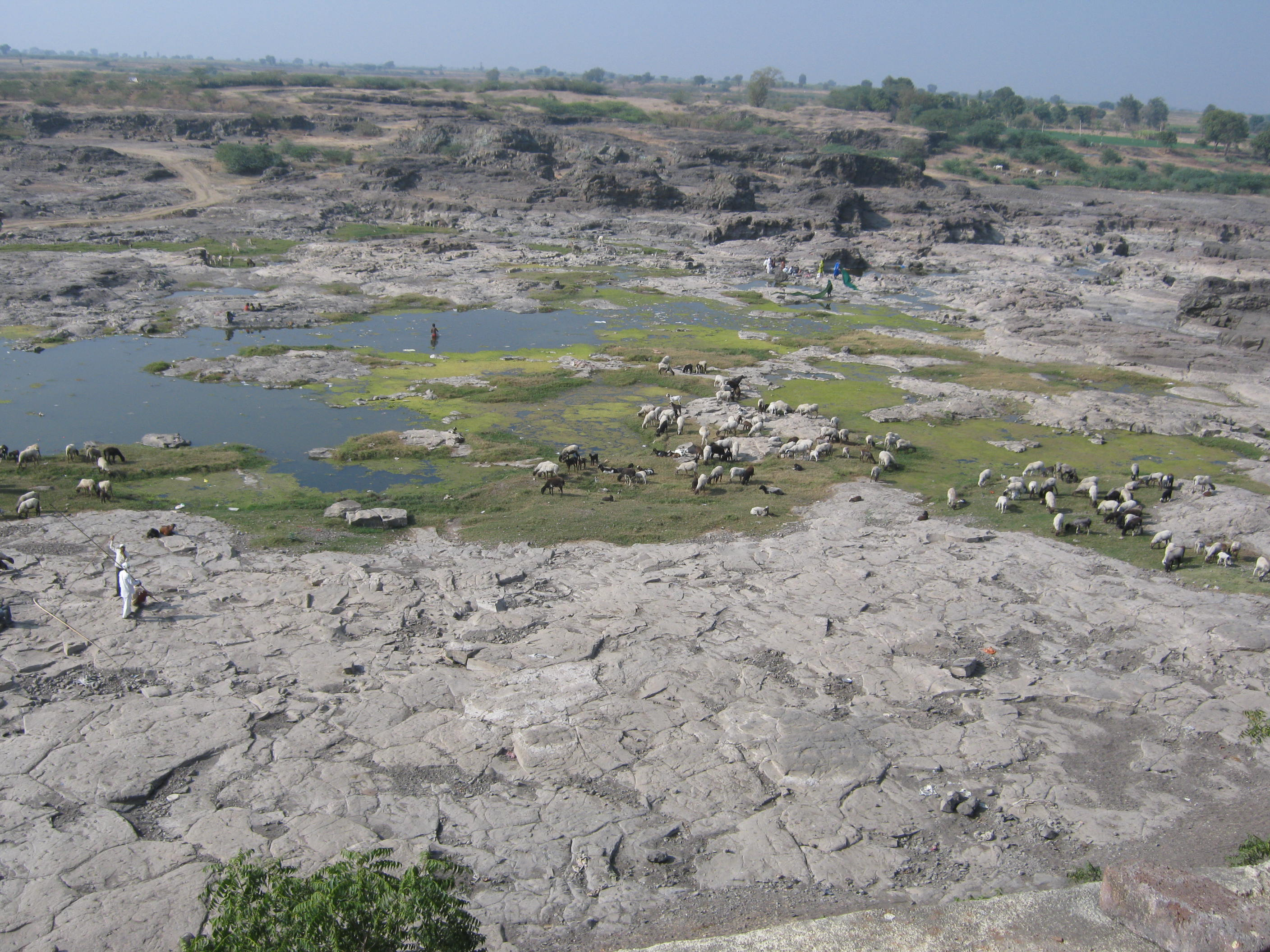
一次糟糕的季风后，艾迈德纳格地区戈达瓦里河的干涸景象

马哈拉施特拉邦处于热带季风气候地区，三月夏季开始后，气温稳步上升，直至六月。在中部的平原地区，夏季最高气温一般在40 °C或104.0 °F到45 °C或113.0 °F之间。一年中通常5月最热，而 1 月最冷。冬季持续到二月，十二月和一月气温较低。西高止山脉东侧的德干高原，气候较为干燥，但露水和冰雹经常会因天气季节性变化而发生。
马哈拉施特拉邦内的雨型因不同地区的地形而异。该邦可分为康坎海岸、西马哈拉施特拉、马拉特瓦达和维达巴四个气象区。西南季风通常在六月的最后一周出现并持续到九月中旬。前季风阵雨从 6 月中旬开始，而10 月也偶尔会出现后季风降雨。7 月和 8 月通常月平均降水量最高。而在冬季，该地区也可能会因西风而出现少量降雨。西高止山脉以西的康坎海岸每年平均降雨量超过 3,000 mm，雨季的降雨量极高。但在康坎海岸以东仅仅150公里的地区，在西高止山脉的雨影之下，年平均降雨量只有500–700 mm，常常会因长期不降水导致旱灾。因此，马哈拉施特拉邦许多地区被印度中央水务委员会界定为易旱区。该州的年平均降雨量为 1,181 mm，其中 75% 的降雨量来自 6 月至 9 月的西南季风，但在孟加拉湾的影响下，维达巴地区东部在 7 月、8 月和 9 月也有着充沛的降水量。塔纳、莱加德和勒德纳吉里地区平均降雨量为 2,000至2,500 mm或80至100英寸，马泰兰山区的降雨量甚至超过 5,000 mm或200英寸。相反，雨影区的纳西克、浦那、艾哈迈德纳加尔、杜勒、贾尔冈、桑利、索拉普尔和科尔拉普尔的部分地区每年的降雨量不到 1,000 mm或40英寸。在冬季，凉爽的旱季，晴朗的天空、温和的微风会在 10 月到 2 月盛行，但东部的维达巴地区也会因东北季风而产生降雨。

## 行政区划

馬哈拉施特拉邦地圖

马哈拉施特拉邦由六个专区组成：阿姆劳蒂专区、奥兰贾巴德专区、康坎专区、那格浦尔专区、纳西克专区和浦那专区。
6个专区下分36縣，109个乡，357个村。

## 經濟

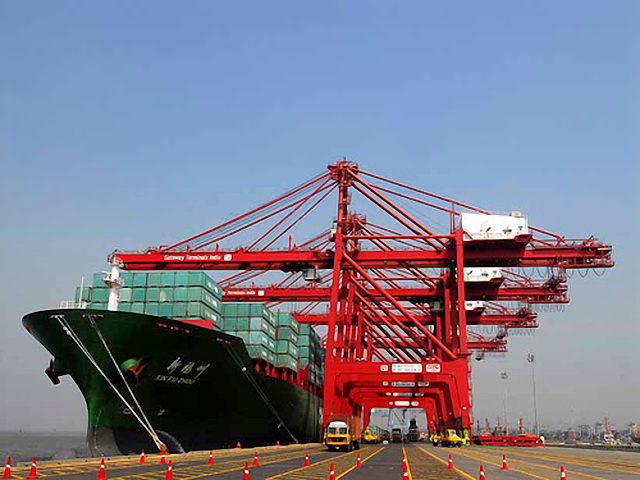
尼赫魯港

### 經濟走向
马哈拉施特拉邦的经济由制造业，国际贸易，大众媒体（电视，电影，游戏，录音），航空航天，技术，石油，时装，服装和旅游业驱动。马哈拉施特拉邦是工业化程度最高的邦，在印度工业界保持领先地位。孟买是邦首府和印度的金融首都，拥有大部分主要的企业和金融机构的总部。印度的主要证券交易所、资本市场和商品交易所位于孟买。马哈拉施特拉邦的纳税人比例在印度最高，其交易股票占该国近70％。
服务业主导马哈拉施特拉邦的经济，占全邦增加值的61.4％，占全邦产值的69.3％。邦人均收入比全印度平均水平高出40％。
下表是表示馬哈拉施特拉邦邦內生產總值由印度統計和計畫部門所公佈的資料，單位為百萬印度盧比
| 年份   | 馬哈拉施特拉邦邦內生產總值 |
| ------ | -------------------------- |
| 2011年 | 9,013,300                  |

## 交通
马哈拉施特拉邦拥有庞大的多式联运系统，印度最大的道路网络。 2011年，马哈拉施特拉邦地面公路总长267,452公里; 国家高速公路4,176公里，州高速公路3700公里。

## 人口
馬哈拉施特拉邦的宗教 (2011)
馬哈拉施特拉邦的語言(2011)
馬哈拉施特拉邦在2011年的每十年人口成長率為15.99%，於2001年為22.57%。該邦的人口增長率自印度獨立後，長時間高於印度平均，直到2011年首次低於全國平均。此外，據2011年的統計資料，該邦有55%的人口居於鄉村地區，45%居住於城市地區。該邦的識字率為 83.2%，高於印度平均75.48%
馬拉提語為馬哈拉施特拉邦的官方語言，該語言屬於印度-雅利安語支。此外在孟買印地語也被廣泛使用。

## 城市
- 图莱
- 伊切尔格伦吉
- 孟買

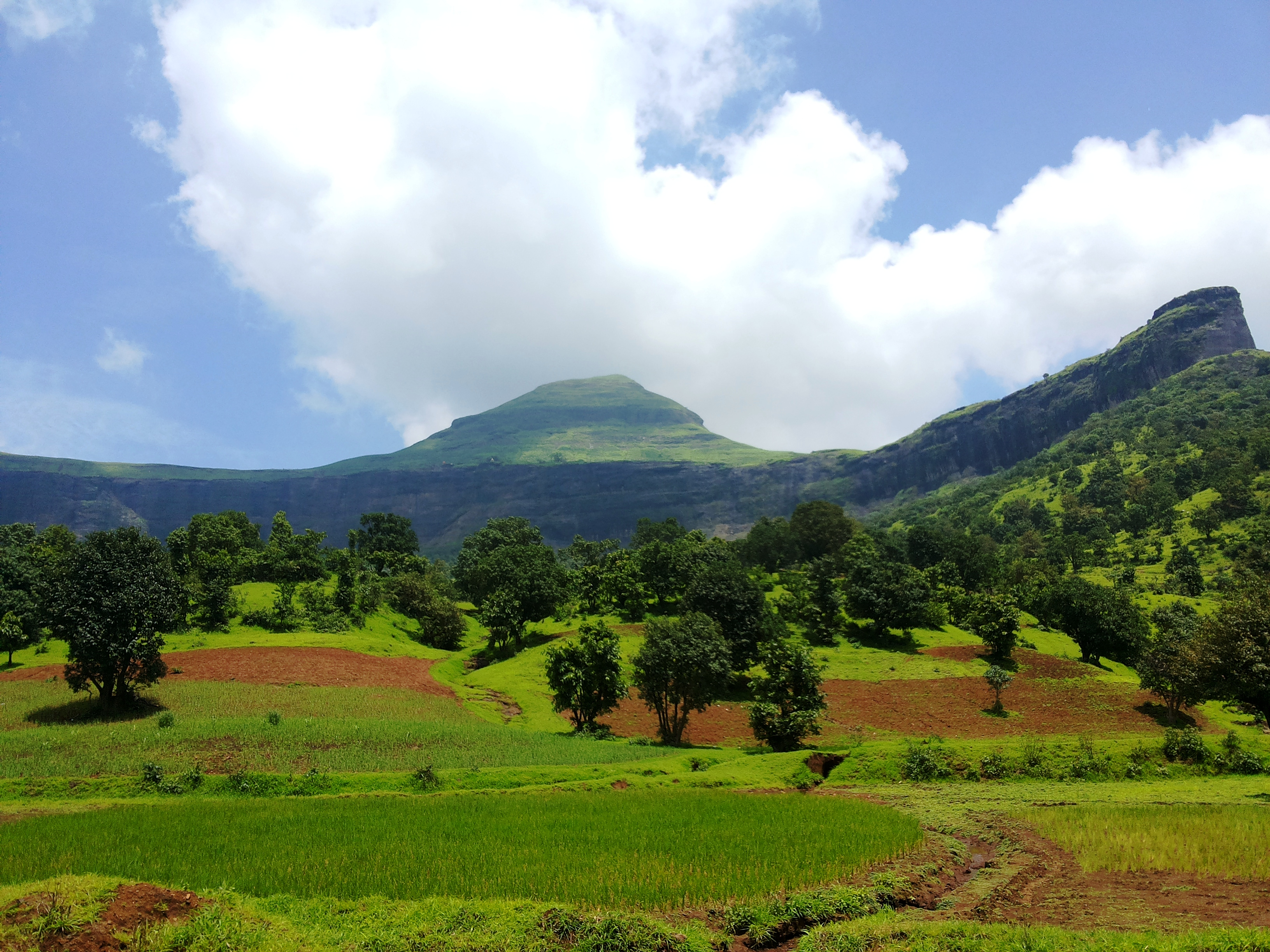
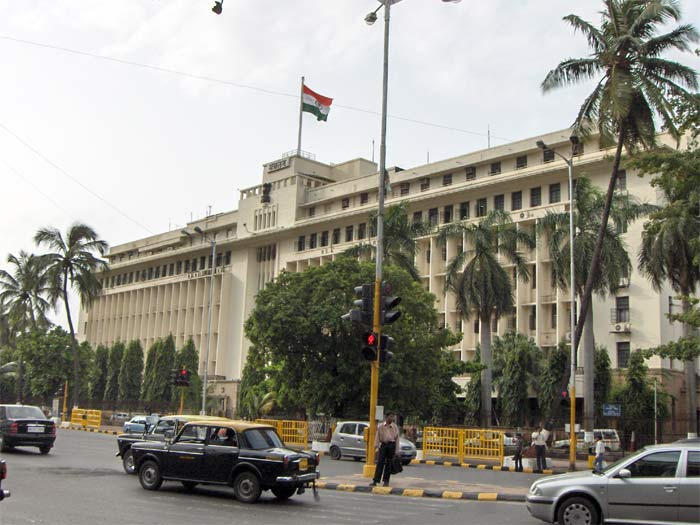
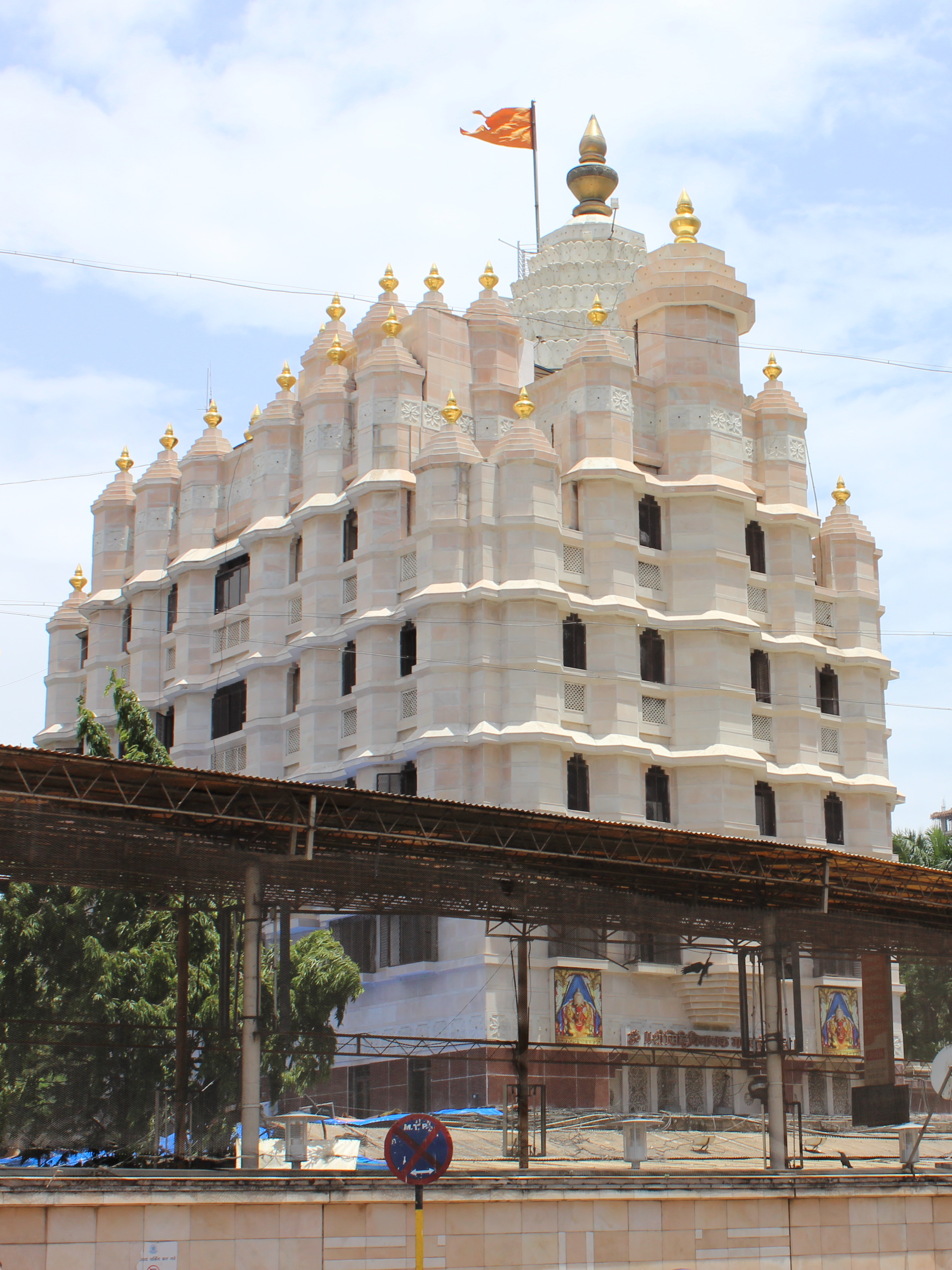
孟買寺廟
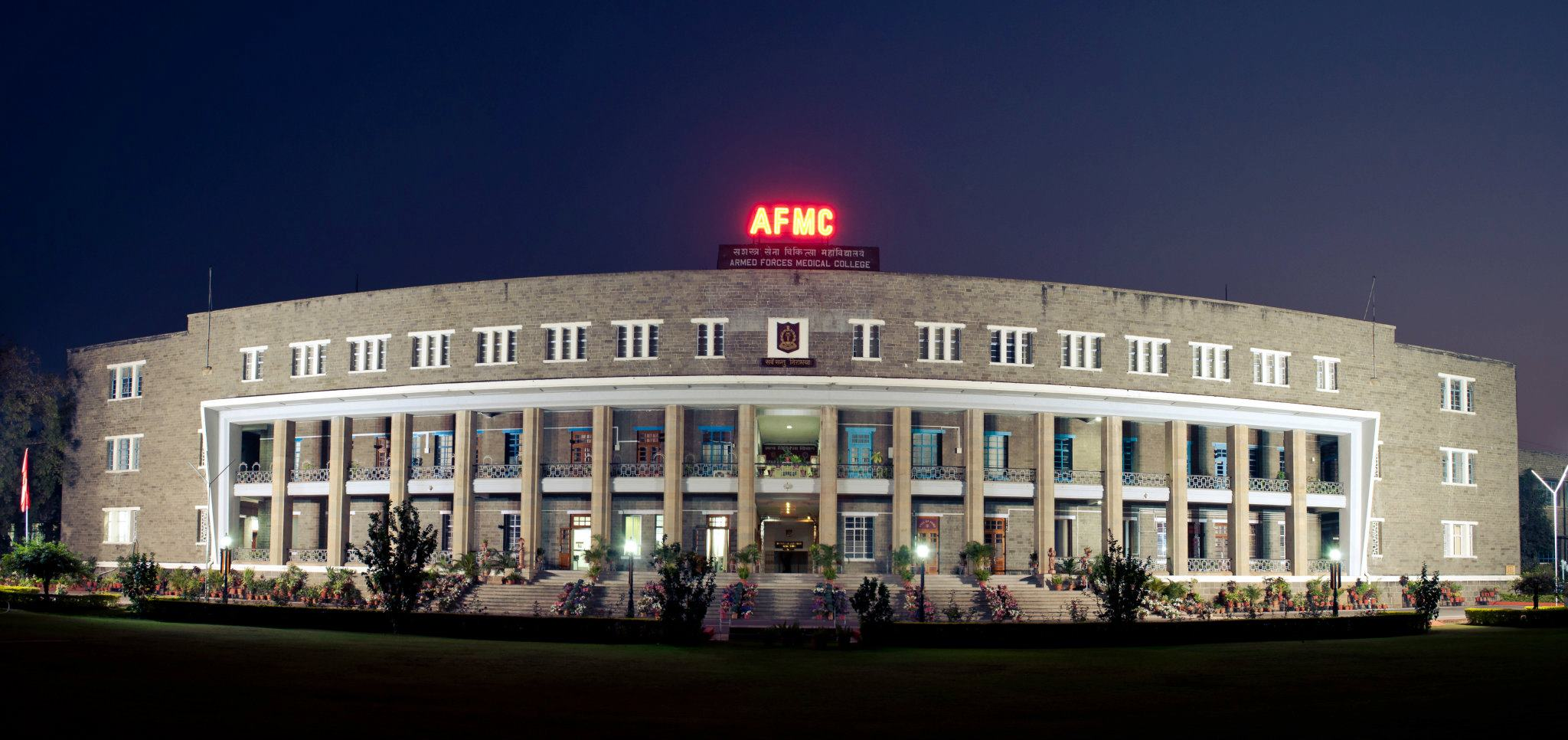
浦那軍事醫學院在印度獨立後建立